# Jeffersonville (Ohio)
Jeffersonville és una vila dels Estats Units a l'estat d'Ohio. Segons el cens del 2000 tenia 1.288 habitants.

## Demografia
Segons el cens del 2000, Jeffersonville tenia 1.288 habitants, 518 habitatges, i 361 famílies. La densitat de població era de 292,5 habitants/km².
Dels 518 habitatges en un 34,7% hi vivien nens de menys de 18 anys, en un 41,3% hi vivien parelles casades, en un 22% dones solteres, i en un 30,3% no eren unitats familiars. En el 24,5% dels habitatges hi vivien persones soles el 12,2% de les quals corresponia a persones de 65 anys o més que vivien soles. El nombre mitjà de persones vivint en cada habitatge era de 2,49 i el nombre mitjà de persones que vivien en cada família era de 2,88.
Per edats la població es repartia de la següent manera: un 28,1% tenia menys de 18 anys, un 9,6% entre 18 i 24, un 27,8% entre 25 i 44, un 22,7% de 45 a 60 i un 11,8% 65 anys o més.
L'edat mediana era de 34 anys. Per cada 100 dones de 18 o més anys hi havia 84,1 homes.
La renda mediana per habitatge era de 31.452 $ i la renda mediana per família de 35.313 $. Els homes tenien una renda mediana de 30.750 $ mentre que les dones 21.958 $. La renda per capita de la població era de 14.755 $. Aproximadament el 17% de les famílies i el 17,1% de la població estaven per davall del llindar de pobresa.

## Poblacions properes
El següent diagrama mostra les poblacions més properes.